# Madeleine Tabar
Madeleine Tabar (n. 26 februarie 1958, Beirut, Liban) este o actriță libaneză.
Ea început să lucreze la radio și televiziune în Liban; mai târziu, a devenit o actriță celebră în Egipt și în întreaga lume arabă. Madeleine Tabar a fost una dintre personalitățile invitate să participe la activitățile proiectului cultural „Egiptul în ochii lumii”, la invitația Ambasadei Libanului în Egipt. Ea vorbește și limba franceză.

## Apariții în filme
- Joc de femei (1982)
- Quick Lubna (1988)
- Calimero (1992)
- Podul (1997)
- Demnitari (2004)